# Pere Salvatge
Pere Salvatge apareix documentat per primer cop l'any 1280, i el 1286, l'última vegada que se'n parla, es diu que havia rebut del rei Alfons I l'encàrrec de distribuir donatius entre els joglars que havien assistit a la seva coronació; era per tant un personatge que gaudia de la confiança reial.
Se li atribueix un sirventès que es pot consultar en l'article de Pere II.